# روبرت ويلان
روبرت ويلان (بالإنجليزية: Robert Willan)‏‏ (12 نوفمبر 1757 - 7 أبريل 1812 في ماديرا (جزيرة)) طبيب من المملكة المتحدة لبريطانيا العظمى وأيرلندا.

## الجوائز
- زميل في الجمعية الملكية

## روابط خارجية
- روبرت ويلان على موقع إن إن دي بي (الإنجليزية)